# Szlovénia történelme

## A történelem előtt
Szlovénia mai területén már a kőkorszakban voltak szétszórt települések. Legjelentősebbek a Felső-Savinja völgyében, az Olševa-barlangban talált leletek.
Később, a bronzkor idején, jelentősebb települések a mai Ljubljana körüli területeken alakultak ki (Laibachi kultúra).

## Időszámításunk előtt
A területet az i. e. 1. évezred elején az illírek foglalták el (első szilárdnak nevezhető állam is ekkor jött létre), majd a rómaiak. A területet három részre osztották (Noricum, Pannonia és Histria), ahol városokat, katonai támaszpontokat alapítottak, melyek nagy része a Nyugatrómai Birodalom bukása utáni zűrzavarban majdnem nyomtalanul elpusztult (a nyomok Ljubljanában, Ptujban, Celjében és Šempeterben lehetők fel). Bizánc vált a terület örökösévé.

## Idegen hódítások
Az 5–6. században a terület átjáróházzá vált. Először Attila hunjai törtek nyugatra, leigázva Poetoviót (Ptuj), Celeiát (Celje) és Emonát (Ljubljana), egészen Aquileiáig (452). Attilát különböző germán törzsek, gótok és longobárdok követték.

## Honfoglalás
A mai szlovének őseit is magukba foglaló délszláv törzsek, a morvákból kiszakadva – a jelenlegi osztrák-magyar határ mentén haladva –, a 6. században érték el az Alpok keleti vonulatait, de ezzel egyidőben a Dunántúl területén is megjelentek, több mint háromszáz évvel a magyar honfoglalás előtt, így lényegében Magyarország területe is első hazájuknak tekinthető. A mai Szlovénia területén élő romanizált illír lakosságot beolvasztva csakhamar benépesítették a Dunától az Adriáig húzódó területet. Az avar uralom elől a 7. század közepén Valuk nevű Kenézük (knez) vezetésével csatlakoztak a 8. század közepéig fennálló, Samo létrehozta nagy szláv törzsszövetséghez, mely ekkor már a Fekete-tengertől az Alpokig ért. A keleti Alpok vidékén élő törzsek a 8. században megalapították első önálló államalakulatukat, Karantániát (Karantanija, Kärnten, Karintia). Az akkor kialakuló feudális világban ritkaságszámba ment a karantániai demokrácia, meglepő módon Thomas Jeffersonra, az amerikai függetlenségi nyilatkozat megalkotójára is hatással volt ez az államalakulat. Később a bajor tartományi hercegek uralma alá került a terület (745-ben), melyek hatalmukat kiterjesztve meghódították Karintiát, Stájerországot és Krajna határvidékét.

## Az első szlovén államalakulat
A 9. században a Dunántúlon (Alsó-Pannóniában) megalakult egy rövid életű szlovén fejedelemség Pribina vezetésével, aki Nyitráról menekült el fiával, későbbi utódjával, Koceljel. A 8-9. század fordulóján (788-ban) Nagy Károly hódította meg a vidéket, a 10. századtól a Német-római Birodalomhoz tartozott. A szlovének által lakott terület nyugati része a Karintiai Hercegséghez, keleti része pedig Alsó-Stájerországként a stájerországi hercegség részévé vált, Isztria önálló őrgrófsággá alakult. Közben a Kárpát-medencébe érkező magyar törzsek is "látogatást tettek" a területen, de nagyobb hódítást nem tudtak véghezvinni. A 11. században az ország egy része II. Přemysl cseh király birtokába került.

## A Habsburg uralom
A terület a 14. században végleg bekerült a Habsburg örökös tartományok sorába, de a karintiai hercegek beiktatási szertartása még 1414-ig szláv nyelven folyt. A német bevándorlás és városiasodás miatti asszimiláció elé a 16. században a reformáció kibontakozása emelt gátat, ekkor keletkezett az első szlovén nyelvű katekizmus és bibliafordítás is.

## Velencei uralom
A Velencei Köztársaság 1150 körül kezdett a térségben terjeszkedni, először a parti városokban, majd lassan Isztria egészét meghódította. Uralma 1797-ig tartott, mely a külsőségekben is megmutatkozott. Ezt az határozott stílust még ma is láthatjuk a szlovén tengerparti települések óvárosaiban.

## A szlovén öntudat ébredése
A szlovén önállóság gondolata felmerült már a Cilleiek alatt és a 17. század folyamán is. A Cillei grófok Cilli (Celje) központtal egy teljesen független hercegséget szerettek volna a területen, amelybe bekapcsolhatták volna a stájer és krajnai területeket is, de nem kísérte őket szerencse. Zrínyi Miklós a költő és hadvezér a vasvári béke után rájöhetett, hogy a Habsburg uralkodó nem hajlandó a oszmán-török terjeszkedést megállítani, meg kívánta a Habsburg uralomtól is tisztítani Magyarországot, s hogy erősebben vegye fel a harcot a külső fenyegetéssel, a szomszédos államokkal konföderatív szövetséget képzelt el. Horvátországnak Stájerország szlovén és német rendjeivel jó viszonya volt és a szlovének támogatták Zrínyi önállósági elképzeléseit, amit megakadályozott a horvát bán korai halála.
A 18–19. század fordulóján feléledt a nemzeti arisztokrácia hiányában addig szunnyadó szlovén nacionalizmus. 1797-ben megjelent az első szlovén nyelvű újság, a Lublanske Novize (Ljubljanai Hírek). A szlovén nemzettudat gyengeségét mutatja azonban, hogy a Valentin Vodnik (1758–1819) költő által kiadott első szlovén újság hadi, gazdasági és kulturális tudósításait átlagban mindössze 70 példányban sikerült eladni, mert nem volt képes konkurálni a német nyelvű lapokkal. A 19. század elején a terület rövid ideig (1809–1815) között a Napóleon által létrehozott Illír tartományok részévé vált, ennek központja Ljubljana (Laybach) volt. E rövid időre a tartomány egyik hivatalos nyelve a szlovén lett. A területet Napóleon oroszországi kudarca után, 1813–ban a Habsburg Birodalom hadereje visszafoglalta, 1815-ben a bécsi kongresszus döntése hivatalosan is a Habsburg Birodalomnak ítélte. A szlovén értelmiség (Matija Čop, Anton Martin Slomšek, Andrej Smole, France Prešeren) az ország egyesülését követelte (Slovenšna Cela). Az 1848-as forradalom idején a Bécsben megalakított Szlovén Társaság független, egyesült szlovén királyságot követelt (Zedinjena Slovenija). Időközben az ipari forradalom a szlovén területeken is hódított. Az abszolutikus kormányzás ideje (1849–1860) után az 1860-as októberi diploma némi lehetőséget adott a nemzeti mozgalom kibontakozására. Megalakult az első politikai szervezet, a Bécshez hű Katolikus Néppárt, s az ifjú szlovének mozgalmából a század végére létrejött a radikálisabb Független Nemzeti Haladó Párt.

## Iparosodás a századfordulón
1849 és 1918 között a terület erősen iparosodni kezdett: megépült a Bécs-Ljubljana vasút, több ipari üzem épült Kranjban, Trbovljében és Ajdovščinában. Ugyanakkor a nehéz megélhetés miatt 300000 szlovén kivándorolt, ami az akkori népesség 56%-a (!) volt.

## Az egységes délszláv állam gondolata
A szlovén értelmiség körében a 20. század első évtizedében terjedt el az egységes délszláv állam megalakításának eszméje. 1918. október 28-án Ljubljanában kikiáltották a délszláv államot, mire a maradék magyar csapatok október 31-én rendezetten elhagyták a várost. Az Osztrák–Magyar Monarchia háborús veresége után, 1918. december 1-jén a Szlovén–Horvát–Szerb Állam egyesült a Szerb Királysággal, így létrehozták a Szerb–Horvát–Szlovén Királyságot, amelyhez – az 1919-es saint-germaini békeszerződés és az azt részben revideáló 1920-as rapallói olasz–délszláv egyezmény értelmében – a korábbi Krajnából, Karintia nagy részéből és Dél-Stájerországból álló szlovének lakta területek is csatlakoztak, de Isztria és Trieszt környéke Olaszországé lett. Az egyesült királyság 1929-ben felvette a Jugoszláv Királyság nevet.
A magyarországi szlovének az első világháború után megpróbálták saját szerveződésüket Szlovenszka krajina néven létrehozni, amit Szlovénián belül is el akartak érni.

## A második világháború
A második világháború alatt, Jugoszlávia kapitulációja után, Szlovéniát ismét felosztották a Német Birodalom, az Olasz Királyság és a Magyar Királyság között. 1943-ban, a Dolomiti Kiáltvány megjelenése után megalakult a Szlovén Kommunista Párt, majd más baloldali szervezetekkel létrehozta a Felszabadítási Frontot (Osvobodilne Fronte – OF) és a partizánhadsereget. A partizánok a háború végéig a szövetségeseket segítették gerilla-hadviselésükkel. Szlovén területen 1945. május 15-én ért véget a második világháború.

## A háború utáni Jugoszlávia
1945 után a kommunista Jugoszlávia szövetségi tagállama (Szlovén Szocialista Köztársaság) lett. 1947-ben a párizsi békeszerződés értelmében visszakapta az addig Olaszországhoz tartozó területeinek nagy részét (Trieszt környékének kivételével). 1948-ban Tito szakított a Sztálini politikával és az ország kapukat nyitott a Nyugat felé. Az ´50-es évek közepéig megtörtént az államosítás. A gazdaságilag legfejlettebb köztársaság kénytelen volt tűrni, hogy a megtermelt javai a központi elosztás miatt kiáramoljanak a területéről. Az 1974-es jugoszláv alkotmány, bár lazított valamit a szövetségi kereteken, többek között a hadügyet és pénzügyet központi irányítás alatt tartotta.

## Szlovénia önállósodása
Tito halála, Gorbacsov nyitása, a kelet-európai kommunista rendszerek fellazulása hatására Szlovénia is lépéseket tett a demokratikus jogállam megteremtése és egyben a függetlenség kivívása felé is. 1989 februárjában megalakult az első nem kommunista, ellenzéki párt. 1989 decemberében a még egypárti szlovén vezetés kinyilvánította, hogy szuverén nemzetállam megalakítására törekszik, 1990 januárjában a szlovén küldöttek elhagyták a belgrádi szövetségi parlamentet, 1990 márciusában az állam nevét Szlovén Köztársaságra változtatták. Az 1990 áprilisában megtartott többpárti választásokat a hat pártot tömörítő Szlovén Demokratikus Ellenzék (DEMOS) nyerte, májusban az ő jelöltjük, Lojze Peterle alakított kormányt, a köztársasági elnöke a reformkommunista Milan Kučan lett. 1990 júliusában kimondták Szlovénia Jugoszlávián belüli teljes szuverenitását, a december 23-i népszavazáson pedig a lakosság legnagyobb része (88%) a teljes önállóság mellett döntött. 1991. június 25-én kikiáltották a független Szlovén Köztársaságot, majd rövid ideig tartó, 65 halálos áldozattal járó fegyveres harc után (1991. június 27-étől július 7-éig) a szlovén területvédelmi alakulatok visszaverték a támadást. A harcok idején Németország az EK-n belül kialakult konszenzust megtörve ismerte el Szlovénia függetlenségét.[forrás?] Ezután megkezdődött a szerb vezetés alatt álló jugoszláv hadsereg kivonulása az új ország területéről (1991. október 25.).
1991 őszén a szlovén hatóságok fokozatosan átvették a szövetségi ügyek intézését, a dinár helyett bevezették az új valutát, a tolart. 1991. december 23-án elfogadták az új szlovén alkotmányt. 1992 januárjára Európa majdnem minden országa, köztük Magyarország is elismerte az új államot; 1992 májusában felvették az ENSZ-be, 1993. január 15-én a Nemzetközi Valutaalapba, 1993 májusában az Európa Tanács tagjai közé.

## A demokrácia útján
1992 májusában a DEMOS felbomlása után megbukott Peterle miniszterelnök, az új kormányt a Liberális Demokrata Párt vezetője, Janez Drnovšek alakította meg, akinek pártja megnyerte az 1992. december 6-i parlamenti választásokat is. Államfőnek ismét Milan Kučant választották.
1994. szeptember 27-én Szlovénia tagja lett a GATT-nak, majd december 23-án a WTO-nak is. 1995 márciusában az Európa Tanács tárgyalni kezdett Szlovéniával egy együttműködési szerződésről. 1996. június 10-én írták alá a társulási egyezményt az EU-val – a megállapodást az olasz kisebbségekért aggódó Olaszország évekig hátráltatta. 1998. január 1-jén az ENSZ BT nem állandó tagja lett. 2003. március 23-án a szlovének két népszavazáson hagyták jóvá az EU-hoz, illetve a NATO-hoz való csatlakozást.
Szlovénia 2004 márciusában tagja lett a NATO-nak, majd kilenc más állammal, köztük Magyarországgal együtt 2004. május 1-jén az Európai Unió tagjává vált.
2007. január 1-jével saját valutájaként vezette be az eurót.
2008 első félévében az újonnan csatlakozottak közül elsőként látták el Az Európai Unió Tanácsa soros elnöki feladatait.
2009-ben elfogadták önálló nemzeti ünnepként a Muravidék elcsatolásának napját (augusztus 17.). Még korábban 2005-ben ünneppé nyilvánították a tengermelléki szlovének Olaszországtól Szlovéniához történő csatolásának napját (szeptember 15.).
2010. július 21-én Szlovéniát felvették az OECD-be.

## Lásd még
- A muravidéki magyarság története: Szlovéniai magyarok